# Граппа (гора)
Граппа (итал.  Grappa) — гора в итальянской области Венеция.

## Описание
Гора в Венецианских Альпах. Высота над уровнем моря — 1779 м. Расположена в центре массива Граппа, который изолированно стоит между долинами рек Брента и Чизмон на западе, Пьяве на востоке, равниной Венето на юге и линией Арсье — Фельтре на севере. В южном и западном секторах склоны крутые, достигают примерно 1000 м и образованы округлыми горбами на вершине, тогда как по направлению к северу и востоку склоны менее крутые. Дорога, построенная в 1916—1917 годах (дорога Кадорна), ведёт на вершину, где находится большой склеп и часовня (с Мадонной дель Граппа).
В 1917 году здесь произошло масштабное австрийское наступление под командованием генерала А. Краусса. После захвата многочисленных позиций продвижение австрийцев замедлилось, что вызвало начало итальянского контрнаступления, продолжавшегося всю зиму и весну 1918 года и завершившегося с переменным успехом наступлением на Граппу, начавшимся 24 октября. После 4 дней ожесточённых боев Коль-Каприле, Пертика, Солароло, Вальдероа окончательно оказались в руках итальянцев.